# 김향미
김향미(1979년 9월 19일 ~ )는 2004년 아테네 올림픽에 출전한 조선민주주의인민공화국의 탁구 선수다.
김향미는 2004년 아테네 올림픽에서 와일드 카드 시스템 덕분에 다른 선수들과 경기할 수 있었지만, 그녀는 은메달을 획득해 온 세상을 놀라게 하였다. 결국 그녀는 결승전에서 중국의 장이닝을 만났지만 4:0(11:8, 11:7, 11:2, 11:2)으로 완패를 당해 은메달을 따게 되었다.

## 같이 보기
- 2004년 하계 올림픽 탁구
- 장이닝